# Confoederatio cum principibus ecclesiasticis

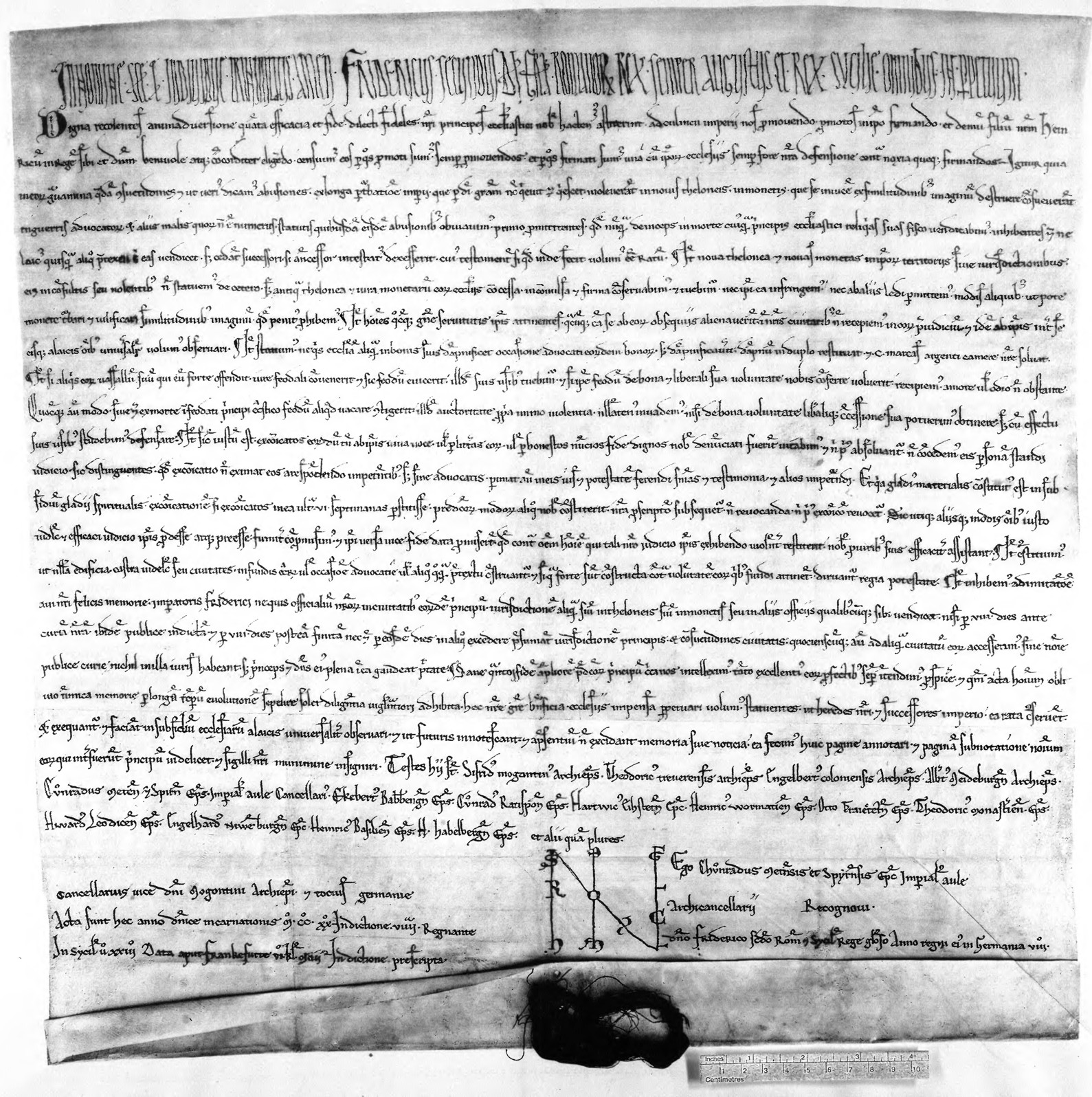
Az okirat egy példánya

Az 1220. április 26-án készült Confoederatio cum principibus ecclesiasticis (Szövetség az egyház vezetőivel) a Német-római Birodalom egyik legfontosabb jogforrása a német nyelvterületen.

## Keletkezése
II. Frigyes német-római császár 1220-ban engedményképpen fogadta el ezt a törvényt Frankfurt am Mainban, cserébe azért hogy a német püspökök együttműködtek Frigyes fiának, VII. Henriknek a királlyá választásában.

## Tartalma
Ebben a törvényben II. Frigyes fontos regáliákat, azaz királyi előjogokat engedett át a klerikusok vezető rétegének. Többek között a püspökök a Német-római Birodalom német részében pénzverési jogot és vámkivetési jogot kaptak. Megkapták továbbá a törvényhozás jogát saját fennhatóságuk területén, és a meghozott ítélet végrehajtásához segítséget kérhettek a királytól. Az egyházi törvényszék ítélete egyben a királyi vagy császári ítéletet is jelentette. Az egyházi exkommunikációt tehát birodalmi átok is követte.

## Következményei
Az új törvényi rendelkezés rendkívüli módon megerősítette az egyházi vezetők hatalmát és hatalmuknak gyakorlását a birodalom és a szabad császári városok ellenében. Ezáltal megerősödött az egyházi vezetők hatalma a központi uralkodóéval szemben. A világi fejedelmek az 1232-es Statutum in favorem principum értelmében ugyanezekkel a jogokkal élhettek. A dokumentum újabb mérföldkövet jelentett volt Németország lassú területi szétesésében.

## Fordítás
- Ez a szócikk részben vagy egészben a Confoederatio cum principibus ecclesiasticis című német Wikipédia-szócikk ezen változatának fordításán alapul.  Az eredeti cikk szerkesztőit annak laptörténete sorolja fel. Ez a jelzés csupán a megfogalmazás eredetét és a szerzői jogokat jelzi, nem szolgál a cikkben szereplő információk forrásmegjelöléseként.

### A német cikk irodalomjegyzéke
- Dietmar Willoweit: Deutsche Verfassungsgeschichte. Vom Frankenreich bis zur Wiedervereinigung Deutschlands. 5. erweiterte und um eine Zeittafel und einen Kartenanhang ergänzte Auflage. Beck, München 2005, ISBN 3-406-52637-3, (Juristische Kurz-Lehrbücher), § 10 II 2.
- Reinhold Zippelius: Kleine deutsche Verfassungsgeschichte. Vom frühen Mittelalter bis zur Gegenwart, 7. neu bearbeitete Auflage. Beck, München 2006, ISBN 3-406-47638-4, (Beck'sche Reihe 1041), 28., 30. és 60. oldal

## Lásd még
- II. Frigyes német-római császár
- Birodalmi átok
- Német-római Birodalom

## Külső hivatkozások
- Az okirat fényképe a marburgi Régebbi Eredeti Okmányok Fényképarchívumából
- latin nyelvű eredeti
- A teljes szöveg német nyelven
- A kivonatos szöveg német nyelven